# Mile Savković
Mile Savković (Миле Савковић, sinh ngày 3 tháng 11 năm 1992 ở Zrenjanin) là một tiền vệ bóng đá Serbia thi đấu cùng với Spartak Subotica.